# Synnomos vesta
Synnomos vesta là một loài bướm đêm trong họ Geometridae.